# 战斗：为战败者求情的女人
《战斗：为战败者求情的女人》，是一副英国艺术家威廉·埃蒂在画布上创作的大型油画，于1825年首次展出，现藏于苏格兰国家美术馆。该画作灵感来自于埃尔金石雕，意在探讨一个关于“慈悲之美”的道德课题。该画作描绘了一位近乎裸体的战士，他的剑被折断，被迫跪在另一位准备对他实施致命一击的裸体士兵面前。一位同样近乎裸体的女子紧紧抓住获得胜利的战士，乞求他的怜悯。对于当时的历史画来说，《战斗》是与众不同的，它并不描绘历史、文学或宗教场景，也不基于现有的艺术作品，而是艺术家自己想象中的一幅场景。 
1825年，当它在皇家学院夏季展上展出时，因其精湛的技术、不同绘画流派的风格和主题的融合而受到了评论界的一致好评。然而，它在夏季展上没有找到买家，而是被同为艺术家的约翰·马丁买走了。这幅画对马丁的房子来说太大，1831年他把它卖给了苏格兰皇家学院。1910年，该画作被转到苏格兰国家美术馆，且至今仍陈列于此。 

## 背景

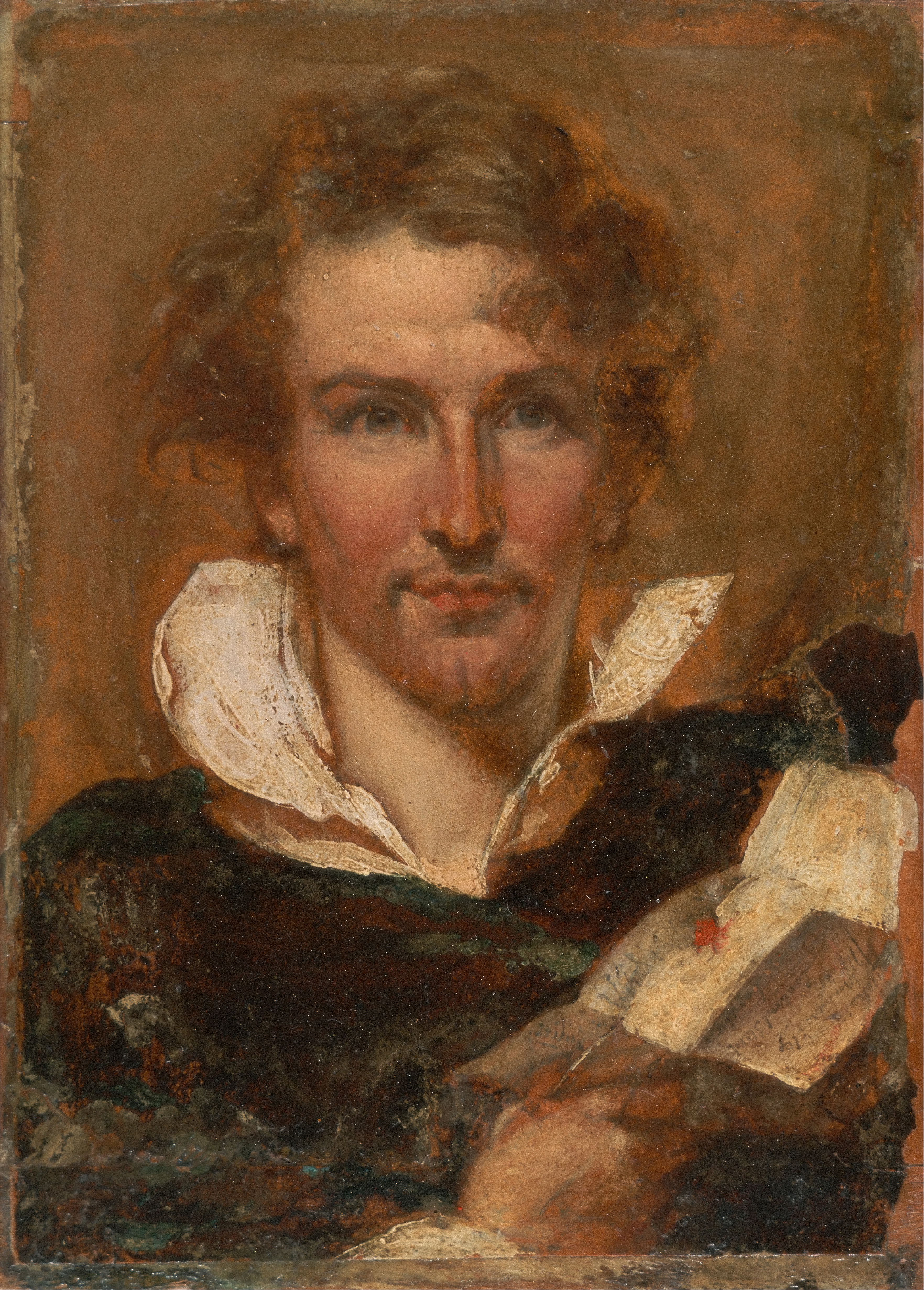
威廉·埃蒂（William Etty），1823年，《战斗》完成前不久

威廉·埃蒂出生于1787年，父亲是约克郡的面包师和磨坊主。起初，他在赫尔当印刷工学徒。在结束七年的学徒生涯后，18岁的他仅带着“几支彩色粉笔”便只身搬到了伦敦，并且立志成为一名传承下的历史画家。在提香和鲁本斯作品的强烈影响下，他将画作提交至皇家艺术学院和英国艺术机构，然而这些作品要么被拒绝展出，要么在展出时很少受到关注。
1821年，皇家科学院接受并展出了埃蒂的其中一幅作品，《克利奥帕特拉抵达西里西亚》（也称作：《克利奥帕特拉的胜利》）。这幅画终于被主流接纳，也正因此，埃蒂的许多同行艺术家开始欣赏他。在克利奥帕特拉这一画作饱受赞扬后，埃蒂试图通过在圣经、文学和神话的背景下绘制裸体人物来复制克利奥帕特拉的成功，其中最著名的是1822年的《一幅格雷颂诗的素描（船头的青年）》和1824年的颇具争议的《被四季加冕的潘多拉》。埃蒂在1823年游历意大利，回国后他匆忙地画了潘多拉，作为他从意大利艺术藏品中学习绘画时的“近期进展的证明”。评论界对潘多拉的评论意见存在严重分歧，一些评论人士高度赞扬它是一项技术成就，而其他人则认为它是提香和鲁本斯的速成拼贴画。《被四季加冕的潘多拉》以300几尼的价格卖出（相当于2020年的28,000英镑），埃蒂获得了皇家艺术学院副教授的职位。

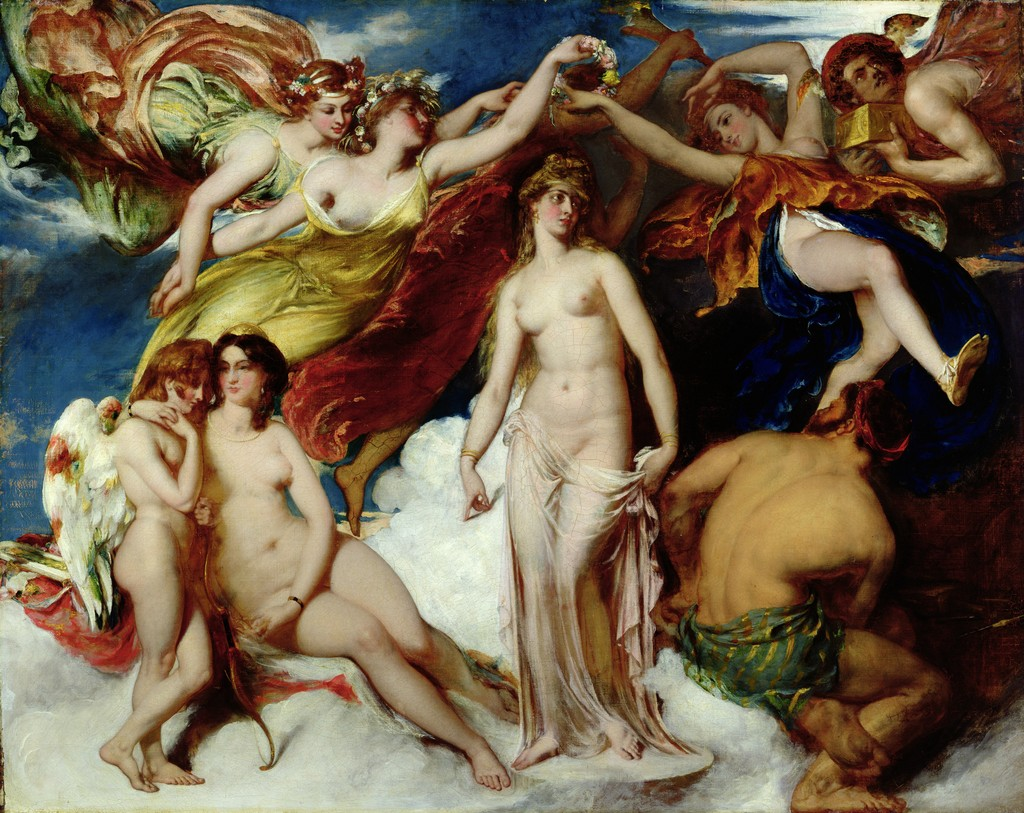
《被四季加冕的潘多拉》（1824年）帮助巩固了埃蒂在鲁本斯和提香的模仿，以及使用神话和文学题材作为裸体的借口的声誉。

虽然一些外国艺术家的裸体绘画被纳入一些英国私人藏品中，事实上英国并没有没有裸体绘画的传统，且自1787年《禁止邪恶宣言》发表以来，向公众展示裸体相关内容的做法一直受到压制。埃蒂是第一位专门研究裸体的英国艺术家，在整个19世纪，下层阶级对这些作品的反应引起了人们的关注。尽管他的男性裸体肖像受到普遍欢迎，但许多评论家谴责他一再将女性裸体描述得十分不雅。 

## 创作

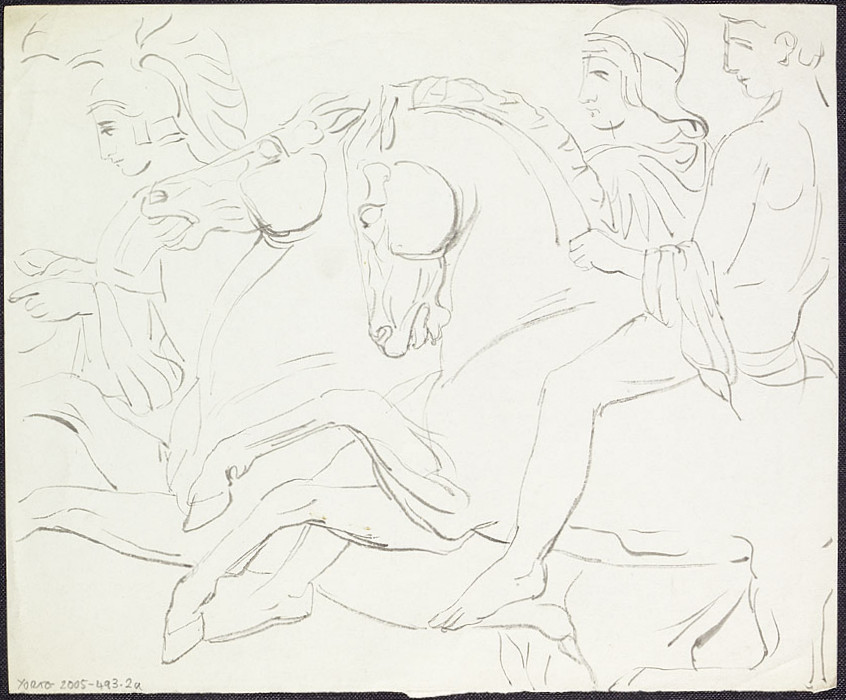
William Etty的Elgin Marbles素描。 伊蒂对大理石所描绘的战斗场景着迷，该场景最近在伦敦展出。

埃蒂对古典艺术品十分着迷，例如他在意大利旅行时所看到的那些作品，尤其是埃尔金石雕，一组在19世纪早期在有争议的情况下被带到伦敦的古希腊雕塑。 
《战斗：为战败者求情的女人》是一幅非常大的油画，直径399厘米（13英尺1英寸）。它描绘了一个战败的士兵，跪在另一个士兵面前。战败的士兵努力摆脱站着的举着剑的胜利士兵的控制。一个跪着的女人抓住了战胜士兵的腰，抬起头求他放过他的敌人。战败的士兵有更强壮的身体，拥有更符合当时的吸引力惯例的脸，拥有更富有同情心的表情，而胜利的人皮肤更黑，有一种茫然而凶狠的表情。被击败的士兵的剑折断了，躺在他旁边的地上。

埃蒂并没有以历史、文学或现有艺术作品中的任何事件作为《战斗》的基础，而是以他自己的想象为基础。这对于历史画来说是非常不寻常的一步，因为历史画通常描绘文学或宗教的主题。早在1821年，他就开始思考这个主题，在他游历意大利之后，他的计划就成形了。在这次意大利之行中，埃蒂见到了安东尼奥·卡诺瓦，他给他留下了深刻的印象。《战斗》显然是受他的作品所影响的。除了从古典雕塑中汲取灵感外，他还受到了他在意大利看到的老派画师作品的影响。和埃蒂的许多其他作品一样，模特们在他的工作室里分别而不是成群地为他摆好姿势。 
1849年，埃蒂这样写道，创作《战斗》的目的是“在心灵上描绘出慈悲之美的伟大道德”。1958年的埃蒂传记作家丹尼斯·法尔指出了《战斗》和约翰·斐拉克曼的画作《赫拉克勒斯杀死一个被女人依附的男人》在构图上的相似之处。尽管埃蒂和斐拉克曼是皇家科学院的同一时期的画家，艾蒂是否知道弗拉克斯曼的这幅画不得而知。  

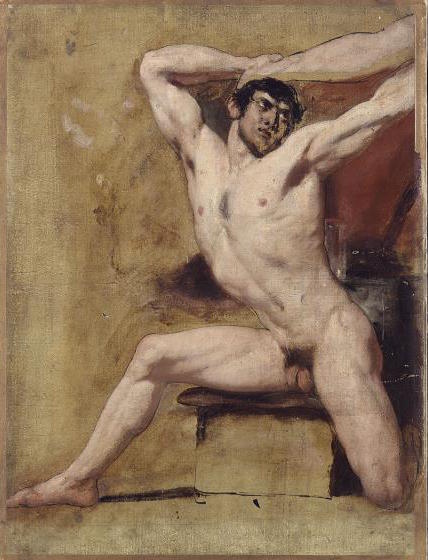
在对失败的战士的初步研究中，角色的表情和姿势比完成版本更挑衅。

在对战败士兵的初步油画研究中（约克美术馆），埃蒂给了这个角色一个比完成的版本更大胆的挑衅的外表。在这个初步的草图中，他不是跪着的，而是将腿伸出，以支撑自己。他表现出的是一种反抗和决心，而不是在最后的作品中表现出的请求怜悯和彻底失败的姿态。 
最终完成的《战斗：为战败者求情的女人》于1825年在皇家学院夏季展上展出。 

## 反响
在其展览上，《战斗》因其卓越的画技与其融合了威尼斯和英国风情的绘画风格而倍受评论家称赞，此幅画表明了埃蒂正从裸体绘画转向历史绘画。《欧洲杂志》和《伦敦评论》评论道：“在色彩上，这幅画使人不禁联想到威尼斯画派中伟大的英雄们，而论及结构的精巧和动作的力量感上，这幅画远胜于他们”，指出“我们不该反对将此画同提香和保罗·委罗内塞的画作一样，展出在顶级的画廊中” 。

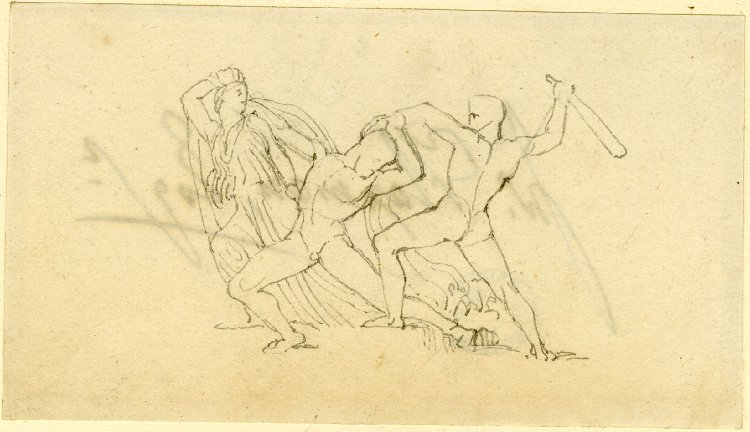
《赫拉克勒斯杀害了一個被女人依附的男人》可能影响了《战斗》的组成。

同样，《女士杂志》认为《战斗》“强烈地表达出了埃蒂向卓越的前进”，并评论说“从来没有一个画派比这更有目的性的展示这种征服力量被如此强烈和恐惧地描绘出来的行动”而且“我们毫不怀疑，现在展示的这幅作品就同提香的作品在首次亮相时一般，令人惊叹。”这家杂志确实在胜利者大腿被过分突显的肌肉中和战败者缺乏肌肉纹理的大腿中发现了一些瑕疵，但他仍认为尽管如此，《战斗》还是“有史以来最优秀的被展示在皇家学院墙上的最优秀、精湛的作品之一”。
《伦敦杂志》对这幅画也同样热衷，他们欣赏埃蒂将自己的想象力与埃尔金弹子和威尼斯旧大师的主题融合在一起的能力，在当时，它总使那些成功的依靠自然和自身对事物认知的积累，以及根据学院式的思维作画模式创作作品的艺术家们感到满足。泰晤士报，先前批评埃蒂的作品是“冒犯和不雅的”，认为“尽管《战斗》在某些方面存在缺陷”，但它成功的把“威尼斯画派的绚美融入到了罗马画派的庄严之中”威尼斯画派的绚美融入到了罗马画派的庄严之中，是“一项绝佳之作”，相比之下，埃蒂先前的画作在刻画人物上苍白无力，在表现力上华而不实，因而无法获得赞誉。《战斗》这幅画证明了埃蒂“具有能力保持比我们所期望的更高的艺术地位。”
在短暂存在过的《巴台农杂志》第一期中，一位匿名评论者非常赞赏《战斗》，特别是对于画中女性人物的右脚，他评论道： 
|  | 埃蒂是一位迄今为止只在几幅小型画架图片中出现在公众面前的艺术家，从画中物体的摆放和对威尼斯画派色彩体系的应用来看，这些画家中的话的确引人注目，但却没有任何特殊意义。现在，他以崭新的形象出现-具有史诗般磅礴创作风格的画家。如果他未来的努力确实同他的第一次尝试给人们带来的期望一样，我们该为此感到高兴。在皇家艺术学院本届展览中，他《战斗》一画中完美的人物，因其不在任何一种单独的品质上赋予非凡的价值，将美以不同寻常的方式结合，而格外引人瞩目。也许就是色彩的运用风格，形成了最独具一格的绘画特点，在这方面，其他艺术家仍然严格的遵守威尼斯画派的准则。从这方面来看，画中没有哪个物象比女性的右脚更重要，那支右脚似乎因富有生机而焕发。一般而言，画中人物的四肢都容易被理解和精心的描绘，而且人物的形象是以一种最精巧的技艺创作出来的。——《巴台农》杂志对《战斗》的评论，1825年6月11日 |

画中被讨论的脚并没有得到评论家们的普遍赞赏；一名来自《伦敦杂志》的匿名记者，在他对《战斗》的赞美中表现出了其他方面的热情，他觉得画中的脚“看起来太像现代的上，习惯了压在鞋里，这与整幅画作中其余部分的英雄形象和古典风格不同，而且画中女性的腿看起来太短。